# Treungen
Treungen (eller Tveitsund) är en kyrkby som utgör centralort och enda tätort i Nissedals kommun i Telemark fylke i södra Norge. Orten ligger där riksväg 41 möter fylkesväg 358, vid södra änden av sjön Nisser. Sydöst om tätorten, vid fylkesväg 358, ligger Treungens kyrka.

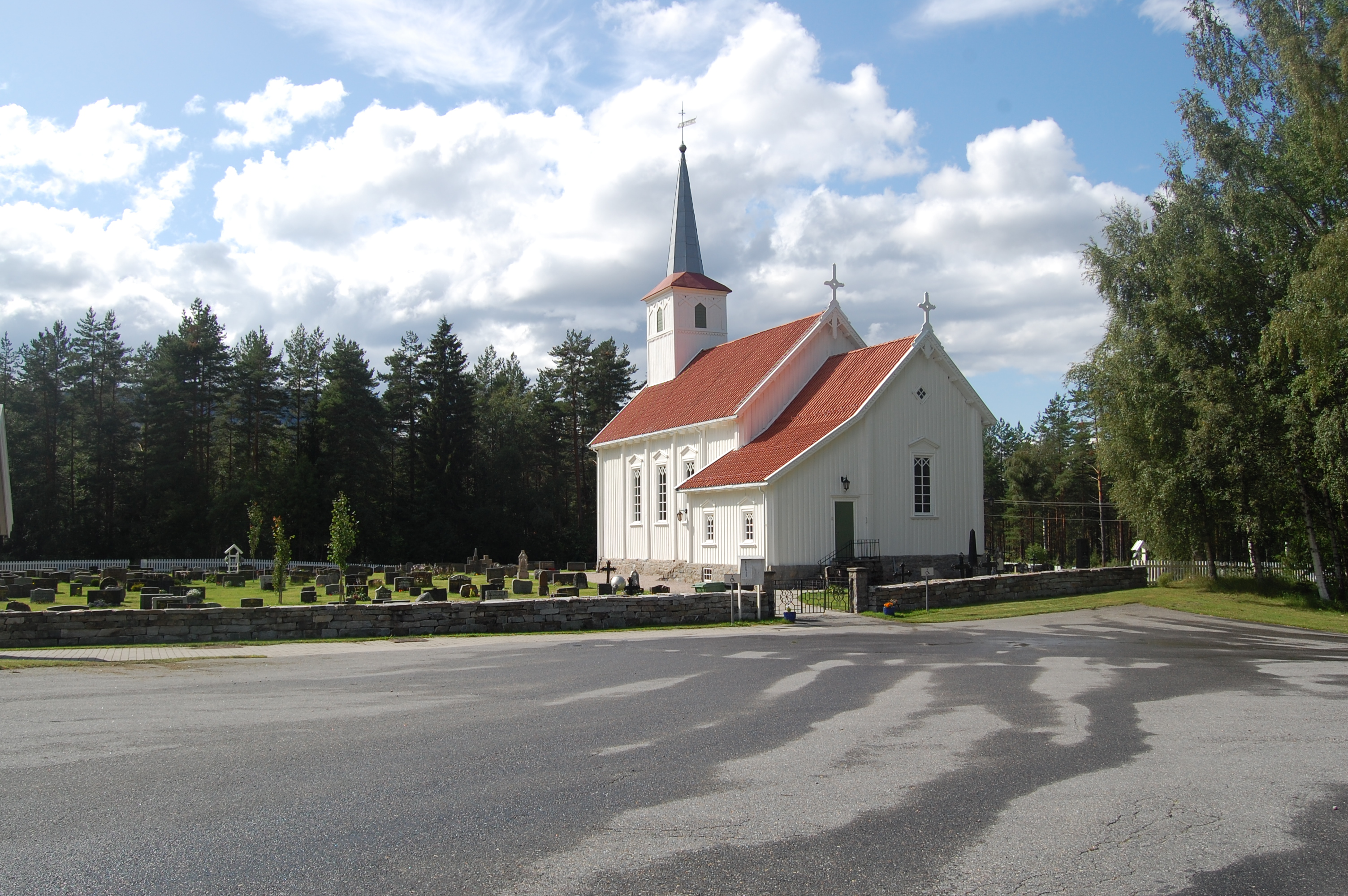
Treungens kyrka.